# Wola Krobowska
Wola Krobowska – wieś w Polsce położona w województwie mazowieckim, w powiecie grójeckim, w gminie Grójec.
Administracyjnie na terenie wsi utworzono dwa sołectwa Wola Krobowska i Wola Krobowska Ogrodzienice.
| SIMC    | Nazwa        | Rodzaj    |
| ------- | ------------ | --------- |
| 0622457 | Ogrodzienice | część wsi |

Wieś szlachecka położona była w drugiej połowie XVI wieku w powiecie grójeckim ziemi czerskiej województwa mazowieckiego. W latach 1975–1998 miejscowość administracyjnie należała do województwa radomskiego.